# ヨアヒム・エルンスト (アンハルト侯)
ヨアヒム・エルンスト（Joachim Ernst von Anhalt, 1536年10月21日 - 1586年12月6日）は、アンハルト＝ツェルプスト侯（在位：1550年 - 1570年）、後に単独のアンハルト侯（在位：1570年 - 1586年）。アンハルト＝ツェルプスト侯ヨハン4世と、その妻でブランデンブルク選帝侯ヨアヒム1世の娘であるマルガレーテの間の次男。

## 生涯
ヨアヒム・エルンストは父の監督下で高度な教育を受けた。1549年2月1日、12歳でヴィッテンベルク大学に入学し、神学者ゲオルク・ヘルトに師事した。1550年に父が死ぬと、彼は兄カール、弟ベルンハルト7世とともにアンハルト＝ツェルプスト侯領を継いだ。3兄弟は1553年に叔父のゲオルク3世が男子のないまま死ぬとアンハルト＝プレッツカウ侯領を相続し、1561年にもう一人の叔父ヨアヒムからアンハルト＝デッサウ侯領を相続した。また1562年には従兄のヴォルフガングにアンハルト＝ケーテン侯領を譲らせている。
ヨアヒム・エルンストは典型的なルネサンス君主であり、芸術や文化を奨励した。彼は息子達に家庭教師を付け、ヨーロッパ中を巡るグランド・ツアーに赴かせている。また自分に仕える大法官トビアス・ヒューブナーの息子に、デッサウの宮廷で開催された有名な馬上槍試合について記録するように命じている。
1561年に兄カールが、1570年に弟ベルンハルト7世が亡くなると、ヨアヒム・エルンストは1252年にアンハルト侯領の分割が行われて以来、初めてアンハルト侯領を完全に再統合した。ヨアヒム・エルンストはデッサウに居所を置き続けた。彼は1572年にアンハルト侯領の国法を制定し、1582年にはツェルプストに「Gymnasium Francisceum」という学校を設立している。
ヨアヒム・エルンストの死後、アンハルト侯家は長子相続を確立していなかったため、息子達は1603年まで共同統治をおこなった後、侯領を5つに分割相続した。

## 子女
1560年3月3日、バルビ伯ヴォルグガング1世の娘アグネス（1540年 - 1569年）と結婚し、間に6人の子女をもうけたが、1569年に死別した。
- アンナ・マリア（1560年 - 1601年） - 1577年、レグニツァ＝ブジェク公ヨアヒム・フリデリクと結婚
- アグネス（1562年 - 1564年）
- エリーザベト（1563年 - 1607年） - 1577年、ブランデンブルク選帝侯ヨハン・ゲオルクと結婚
- ジビュラ（1564年 - 1614年） - 1581年、ヴュルテンベルク公フリードリヒ1世と結婚
- ヨハン・ゲオルク1世（1567年 - 1618年） - アンハルト＝デッサウ侯
- クリスティアン1世（1568年 - 1630年） - アンハルト＝ベルンブルク侯

1571年1月9日、ヴュルテンベルク公クリストフの娘エレオノーレ（1552年 - 1618年）と再婚し、間に10人の子女をもうけた。
- ベルンハルト（1571年 - 1596年）
- アグネス・ヘートヴィヒ（1573年 - 1616年） - 1568年にザクセン選帝侯アウグストと結婚、1588年にシュレースヴィヒ＝ホルシュタイン＝ゾンダーブルク公ハンスと再婚
- ドロテア・マリア（1573年 - 1616年） - 1593年、ザクセン＝ヴァイマル公ヨハン2世と結婚
- アウグスト（1575年 - 1653年） - アンハルト＝プレッツカウ侯
- ルドルフ（1576年 - 1621年） - アンハルト＝ツェルプスト侯
- ヨハン・エルンスト（1578年 - 1601年）
- ルートヴィヒ1世（1579年 - 1650年） - アンハルト＝ケーテン侯
- ザビーネ（1580年 - 1599年）
- ヨアヒム・クリストフ（1582年 - 1583年）
- アンナ・ゾフィア（1584年 - 1652年） - 1613年、シュヴァルツブルク＝ルードルシュタット伯カール・ギュンターと結婚